# Antonio Látimer
Antonio Látimer Rivera (Río Piedras, Puerto Rico, 26 de noviembre de 1978) es un jugador de baloncesto puertorriqueño. Con 2,03 metros de estatura, juega en la posición de ala-pívot. 

## Trayectoria
[actualizar]